# Corydalis feddeana
Corydalis feddeana är en vallmoväxtart som beskrevs av Karl von Poellnitz. Corydalis feddeana ingår i släktet nunneörter, och familjen vallmoväxter. Inga underarter finns listade i Catalogue of Life.